# Omelina
Omelina (biał. Амяліна, Amialina, ros. Омелинно, Omielinno) – wieś na Białorusi w rejonie brzeskim obwodu brzeskiego, w sielsowiecie Czarnawczyce. 

## Historia
W XIX w. Omelina była wsią w gminie Turna ujezdu brzeskiego guberni grodzieńskiej. 
W okresie międzywojennym Omelina należała do gminy Turna w powiecie brzeskim województwa poleskiego. Wg spisu powszechnego z 1921 r. była to wieś licząca 52 domy. Mieszkało tu 213 osób: 100 mężczyzn, 113 kobiet. Wszyscy deklarowali narodowość polską. Pod względem wyznania żyło tu 212 prawosławnych i 1 katolik.
Po II wojnie światowej wieś znalazła się w granicach ZSRR, a od 1991 r. w niepodległej Białorusi.